# Listă de sate din statul Ohio
- Această pagină este o listă alfabetică a satelor din statul  Ohio,  Statele Unite ale Americii.

În statul Ohio există mai multe subdiviviuni administrative ale statului. Pentru
- Comitate, consultați Listă de comitate din statul Ohio,
- Orașe (Cities), consultați Listă de orașe din statul Ohio,
- Sate (Villages), consultați Listă de sate din statul Ohio,
- Districte (Civil townships), consultați Listă de districte din statul Ohio,
- Locuri desemnate pentru recensământ, cunoscute ca CDPs, consultați Listă de comunități desemnate pentru recensământ din Ohio,
- Localități neîncorporate (Unincorporated ares), consultați Listă de localități neîncorporate din statul Ohio

## A
|                   | Population | County                               |
| Aberdeen          | 1,603      | Brown County                         |
| Adamsville        | 127        | Muskingum County                     |
| Addyston          | 1,010      | Hamilton County                      |
| Adelphi           | 371        | Ross County                          |
| Adena             | 815        | Jefferson County and Harrison County |
| Albany            | 808        | Athens County                        |
| Alexandria        | 85         | Licking County                       |
| Alger             | 888        | Hardin County                        |
| Alvordton         | 305        | Williams County                      |
| Amanda            | 707        | Fairfield County                     |
| Amberley Village  | 3,425      | Hamilton County                      |
| Amelia            | 2,752      | Clermont County                      |
| Amesville         | 184        | Athens County                        |
| Amsterdam         | 568        | Jefferson County                     |
| Andover           | 1,269      | Ashtabula County                     |
| Anna              | 1,319      | Shelby County                        |
| Ansonia           | 1,145      | Darke County                         |
| Antioch           | 89         | Monroe County                        |
| Antwerp           | 1,740      | Paulding County                      |
| Apple Creek       | 999        | Wayne County                         |
| Aquilla           | 372        | Geauga County                        |
| Arcadia           | 537        | Hancock County                       |
| Arcanum           | 2,076      | Darke County                         |
| Archbold          | 4,290      | Fulton County                        |
| Arlington         | 1,351      | Hancock County                       |
| Arlington Heights | 899        | Hamilton County                      |
| Ashley            | 1,216      | Delaware County                      |
| Ashville          | 3,174      | Pickaway County                      |
| Athalia           | 328        | Lawrence County                      |
| Attica            | 955        | Seneca County                        |

## B
|                  | Population | County                                                |
| Bailey Lakes     | 397        | Ashland County                                        |
| Bainbridge       | 1,012      | Ross County                                           |
| Bairdstown       | 130        | Wood County                                           |
| Baltic           | 743        | Tuscarawas County, Coshocton County and Holmes County |
| Baltimore        | 2,881      | Fairfield County                                      |
| Barnesville      | 4,225      | Belmont County                                        |
| Barnhill         | 364        | Tuscarawas County                                     |
| Batavia          | 1,617      | Clermont County                                       |
| Batesville       | 100        | Noble County                                          |
| Bay View         | 692        | Erie County                                           |
| Beach City       | 1,137      | Stark County                                          |
| Beallsville      | 423        | Monroe County                                         |
| Beaver           | 464        | Pike County                                           |
| Beaverdam        | 356        | Allen County                                          |
| Bellaire         | 4,892      | Belmont County                                        |
| Belle Center     | 807        | Logan County                                          |
| Belle Valley     | 263        | Noble County                                          |
| Bellville        | 1,773      | Richland County                                       |
| Belmont          | 532        | Belmont County                                        |
| Belmore          | 171        | Putnam County                                         |
| Beloit           | 1,024      | Mahoning County                                       |
| Bentleyville     | 947        | Cuyahoga County                                       |
| Benton Ridge     | 315        | Hancock County                                        |
| Bergholz         | 769        | Jefferson County                                      |
| Berkey           | 265        | Lucas County                                          |
| Berlin Heights   | 692        | Erie County                                           |
| Bethel           | 2,637      | Clermont County                                       |
| Bethesda         | 1,413      | Belmont County                                        |
| Bettsville       | 784        | Seneca County                                         |
| Beverly          | 1,282      | Washington County                                     |
| Blakeslee        | 130        | Williams County                                       |
| Blanchester      | 4,220      | Clinton County and Warren County                      |
| Bloomdale        | 724        | Wood County                                           |
| Bloomingburg     | 874        | Fayette County                                        |
| Bloomingdale     | 221        | Jefferson County                                      |
| Bloomville       | 1,045      | Seneca County                                         |
| Bluffton         | 3,896      | Allen County and Hancock County                       |
| Bolivar          | 894        | Tuscarawas County                                     |
| Boston Heights   | 1,186      | Summit County                                         |
| Botkins          | 1,205      | Shelby County                                         |
| Bowerston        | 414        | Harrison County                                       |
| Bowersville      | 290        | Greene County                                         |
| Bradford         | 1,859      | Miami County                                          |
| Bradner          | 1,171      | Wood County                                           |
| Brady Lake       | 513        | Portage County                                        |
| Bratenahl        | 1,337      | Cuyahoga County                                       |
| Bremen           | 1,265      | Fairfield County                                      |
| Brewster         | 2,324      | Stark County                                          |
| Brice            | 70         | Franklin County                                       |
| Bridgeport       | 2,186      | Belmont County                                        |
| Brooklyn Heights | 1,558      | Cuyahoga County                                       |
| Brookside        | 644        | Belmont County                                        |
| Broughton        | 166        | Paulding County                                       |
| Buchtel          | 574        | Athens County and Hocking County                      |
| Buckeye Lake     | 3,049      | Licking County and Fairfield County                   |
| Buckland         | 255        | Auglaize County                                       |
| Burbank          | 279        | Wayne County                                          |
| Burgoon          | 199        | Sandusky County                                       |
| Burkettsville    | 254        | Mercer County and Darke County                        |
| Burton           | 1,450      | Geauga County                                         |
| Butler           | 921        | Richland County                                       |
| Butlerville      | 231        | Warren County                                         |
| Byesville        | 2,574      | Guernsey County                                       |

## C
|                  | Population | County                               |
| Cadiz            | 3,308      | Harrison County                      |
| Cairo            | 499        | Allen County                         |
| Caldwell         | 1,956      | Noble County                         |
| Caledonia        | 578        | Marion County                        |
| Camden           | 2,302      | Preble County                        |
| Canal Winchester | 4,478      | Franklin County and Fairfield County |
| Cardington       | 1,849      | Morrow County                        |
| Carey            | 3,901      | Wyandot County                       |
| Carroll          | 488        | Fairfield County                     |
| Carrollton       | 3,190      | Carroll County                       |
| Casstown         | 322        | Miami County                         |
| Castalia         | 935        | Erie County                          |
| Castine          | 129        | Darke County                         |
| Catawba          | 312        | Clark County                         |
| Cecil            | 216        | Paulding County                      |
| Cedarville       | 3,828      | Greene County                        |
| Centerburg       | 1,432      | Knox County                          |
| Centerville      | 134        | Gallia County                        |
| Chagrin Falls    | 4,024      | Cuyahoga County                      |
| Chatfield        | 218        | Crawford County                      |
| Chauncey         | 1,067      | Athens County                        |
| Cherry Fork      | 127        | Adams County                         |
| Chesapeake       | 842        | Lawrence County                      |
| Cheshire         | 221        | Gallia County                        |
| Chesterhill      | 305        | Morgan County                        |
| Chesterville     | 193        | Morrow County                        |
| Chickasaw        | 364        | Mercer County                        |
| Chilo            | 97         | Clermont County                      |
| Chippewa Lake    | 823        | Medina County                        |
| Christiansburg   | 553        | Champaign County                     |
| Clarington       | 444        | Monroe County                        |
| Clarksburg       | 516        | Ross County                          |
| Clarksville      | 497        | Clinton County                       |
| Clay Center      | 294        | Ottawa County                        |
| Cleves           | 2,790      | Hamilton County                      |
| Clifton          | 179        | Greene County and Clark County       |
| Clinton          | 1,337      | Summit County                        |
| Cloverdale       | 201        | Putnam County                        |
| Coal Grove       | 2,027      | Lawrence County                      |
| Coalton          | 545        | Jackson County                       |
| Coldwater        | 4,482      | Mercer County                        |
| College Corner   | 424        | Preble County and Butler County      |
| Columbus Grove   | 2,200      | Putnam County                        |
| Commercial Point | 776        | Pickaway County                      |
| Conesville       | 364        | Coshocton County                     |
| Congress         | 192        | Wayne County                         |
| Continental      | 1,188      | Putnam County                        |
| Convoy           | 1,110      | Van Wert County                      |
| Coolville        | 528        | Athens County                        |
| Corning          | 593        | Perry County                         |
| Corwin           | 256        | Warren County                        |
| Covington        | 2,559      | Miami County                         |
| Craig Beach      | 1,254      | Mahoning County                      |
| Creston          | 2,161      | Wayne County and Medina County       |
| Cridersville     | 1,817      | Auglaize County                      |
| Crooksville      | 2,483      | Perry County                         |
| Crown City       | 411        | Gallia County                        |
| Cumberland       | 402        | Guernsey County                      |
| Custar           | 208        | Wood County                          |
| Cuyahoga Heights | 599        | Cuyahoga County                      |
| Cygnet           | 564        | Wood County                          |

## D
|              | Population | County            |
| Dalton       | 1,605      | Wayne County      |
| Danville     | 1,104      | Knox County       |
| Darbyville   | 293        | Pickaway County   |
| De Graff     | 1,212      | Logan County      |
| Deersville   | 82         | Harrison County   |
| Dellroy      | 294        | Carroll County    |
| Delta        | 2,930      | Fulton County     |
| Dennison     | 2,992      | Tuscarawas County |
| Deshler      | 1,831      | Henry County      |
| Dexter City  | 166        | Noble County      |
| Dillonvale   | 781        | Jefferson County  |
| Donnelsville | 293        | Clark County      |
| Doylestown   | 2,799      | Wayne County      |
| Dresden      | 1,423      | Muskingum County  |
| Dunkirk      | 952        | Hardin County     |
| Dupont       | 268        | Putnam County     |

## E
|               | Population | County                            |
| East Canton   | 1,629      | Stark County                      |
| East Sparta   | 806        | Stark County                      |
| Edgerton      | 2,117      | Williams County                   |
| Edison        | 437        | Morrow County                     |
| Edon          | 898        | Williams County                   |
| Eldorado      | 543        | Preble County                     |
| Elgin         | 50         | Van Wert County                   |
| Elida         | 1,917      | Allen County                      |
| Elmore        | 1,426      | Ottawa County and Sandusky County |
| Elmwood Place | 2,681      | Hamilton County                   |
| Empire        | 300        | Jefferson County                  |
| Enon          | 2,638      | Clark County                      |
| Evendale      | 3,090      | Hamilton County                   |

## F
|                 | Population | County                             |
| Fairfax         | 1,938      | Hamilton County                    |
| Fairport Harbor | 3,180      | Lake County                        |
| Fairview        | 81         | Guernsey County and Belmont County |
| Farmersville    | 980        | Montgomery County                  |
| Fayette         | 1,340      | Fulton County                      |
| Fayetteville    | 372        | Brown County                       |
| Felicity        | 922        | Clermont County                    |
| Fletcher        | 510        | Miami County                       |
| Florida         | 246        | Henry County                       |
| Flushing        | 900        | Belmont County                     |
| Forest          | 1,488      | Hardin County                      |
| Fort Jennings   | 432        | Putnam County                      |
| Fort Loramie    | 1,344      | Shelby County                      |
| Fort Recovery   | 1,273      | Mercer County                      |
| Fort Shawnee    | 3,855      | Allen County                       |
| Frankfort       | 1,011      | Ross County                        |
| Frazeysburg     | 1,201      | Muskingum County                   |
| Fredericksburg  | 487        | Wayne County                       |
| Fredericktown   | 2,428      | Knox County                        |
| Freeport        | 398        | Harrison County                    |
| Fulton          | 264        | Morrow County                      |
| Fultonham       | 151        | Muskingum County                   |

## G
|                    | Population | County                              |
| Galena             | 305        | Delaware County                     |
| Gallipolis         | 4,180      | Gallia County                       |
| Gambier            | 1,871      | Knox County                         |
| Gann               | 143        | Knox County                         |
| Garrettsville      | 2,262      | Portage County                      |
| Gates Mills        | 2,493      | Cuyahoga County                     |
| Geneva-on-the-Lake | 1,545      | Ashtabula County                    |
| Genoa              | 2,230      | Ottawa County                       |
| Georgetown         | 3,691      | Brown County                        |
| Germantown         | 4,884      | Montgomery County                   |
| Gettysburg         | 558        | Darke County                        |
| Gibsonburg         | 2,506      | Sandusky County                     |
| Gilboa             | 170        | Putnam County                       |
| Glandorf           | 919        | Putnam County                       |
| Glendale           | 2,188      | Hamilton County                     |
| Glenford           | 198        | Perry County                        |
| Glenmont           | 283        | Holmes County                       |
| Glenwillow         | 449        | Cuyahoga County                     |
| Gloria Glens Park  | 538        | Medina County                       |
| Glouster           | 1,972      | Athens County                       |
| Gnadenhutten       | 1,280      | Tuscarawas County                   |
| Golf Manor         | 3,999      | Hamilton County                     |
| Gordon             | 190        | Darke County                        |
| Grafton            | 2,302      | Lorain County                       |
| Grand Rapids       | 1,002      | Wood County                         |
| Grand River        | 345        | Lake County                         |
| Granville          | 3,167      | Licking County                      |
| Gratiot            | 187        | Licking County and Muskingum County |
| Gratis             | 934        | Preble County                       |
| Graysville         | 113        | Monroe County                       |
| Green Camp         | 342        | Marion County                       |
| Green Springs      | 1,247      | Seneca County and Sandusky County   |
| Greenhills         | 4,103      | Hamilton County                     |
| Greenwich          | 1,525      | Huron County                        |
| Groveport          | 3,865      | Franklin County                     |
| Grover Hill        | 412        | Paulding County                     |

## H
|                 | Population | County            |
| Hamden          | 871        | Vinton County     |
| Hamersville     | 515        | Brown County      |
| Hamler          | 650        | Henry County      |
| Hanging Rock    | 279        | Lawrence County   |
| Hanover         | 885        | Licking County    |
| Hanoverton      | 387        | Columbiana County |
| Harbor View     | 99         | Lucas County      |
| Harpster        | 203        | Wyandot County    |
| Harrisburg      | 332        | Franklin County   |
| Harrisville     | 259        | Harrison County   |
| Harrod          | 491        | Allen County      |
| Hartford        | 412        | Licking County    |
| Hartville       | 2,174      | Stark County      |
| Harveysburg     | 563        | Warren County     |
| Haskins         | 638        | Wood County       |
| Haviland        | 180        | Paulding County   |
| Hayesville      | 348        | Ashland County    |
| Hebron          | 2,034      | Licking County    |
| Helena          | 236        | Sandusky County   |
| Hemlock         | 142        | Perry County      |
| Hicksville      | 3,649      | Defiance County   |
| Higginsport     | 291        | Brown County      |
| Highland        | 283        | Highland County   |
| Highland Hills  | 1,618      | Cuyahoga County   |
| Hills and Dales | 260        | Stark County      |
| Hiram           | 1,242      | Portage County    |
| Holgate         | 1,194      | Henry County      |
| Holiday City    | 49         | Williams County   |
| Holland         | 1,306      | Lucas County      |
| Hollansburg     | 214        | Darke County      |
| Holloway        | 345        | Belmont County    |
| Holmesville     | 386        | Holmes County     |
| Hopedale        | 984        | Harrison County   |
| Hoytville       | 296        | Wood County       |
| Hunting Valley  | 735        | Cuyahoga County   |
| Huntsville      | 454        | Logan County      |

## I
|          | Population | County           |
| Irondale | 418        | Jefferson County |
| Ithaca   | 102        | Darke County     |

## J
|                | Population | County           |
| Jackson Center | 1,369      | Shelby County    |
| Jacksonburg    | 67         | Butler County    |
| Jacksonville   | 544        | Athens County    |
| Jamestown      | 1,917      | Greene County    |
| Jefferson      | 3,572      | Ashtabula County |
| Jeffersonville | 1,288      | Fayette County   |
| Jenera         | 235        | Hancock County   |
| Jeromesville   | 478        | Ashland County   |
| Jerry City     | 453        | Wood County      |
| Jerusalem      | 152        | Monroe County    |
| Jewett         | 784        | Harrison County  |
| Johnstown      | 3,440      | Licking County   |
| Junction City  | 818        | Perry County     |

## K
|                | Population | County          |
| Kalida         | 1,031      | Putnam County   |
| Kelleys Island | 367        | Erie County     |
| Kettlersville  | 175        | Shelby County   |
| Killbuck       | 839        | Holmes County   |
| Kimbolton      | 190        | Guernsey County |
| Kingston       | 1,032      | Ross County     |
| Kipton         | 265        | Lorain County   |
| Kirby          | 132        | Wyandot County  |
| Kirkersville   | 520        | Licking County  |
| Kirtland Hills | 597        | Lake County     |

## L
|                 | Population | County                             |
| Lafayette       | 304        | Allen County                       |
| LaGrange        | 1,815      | Lorain County                      |
| Lakeline        | 165        | Lake County                        |
| Lakemore        | 2,561      | Summit County                      |
| Lakeview        | 1,074      | Logan County                       |
| LaRue           | 775        | Marion County                      |
| Latty           | 200        | Paulding County                    |
| Laura           | 487        | Miami County                       |
| Laurelville     | 533        | Hocking County                     |
| Leesburg        | 1,253      | Highland County                    |
| Leesville       | 134        | Carroll County                     |
| Leetonia        | 2,043      | Columbiana County                  |
| Leipsic         | 2,236      | Putnam County                      |
| Lewisburg       | 1,798      | Preble County                      |
| Lewisville      | 233        | Monroe County                      |
| Lexington       | 4,165      | Richland County                    |
| Liberty Center  | 1,109      | Henry County                       |
| Limaville       | 193        | Stark County                       |
| Lincoln Heights | 4,113      | Hamilton County                    |
| Lindsey         | 504        | Sandusky County                    |
| Linndale        | 117        | Cuyahoga County                    |
| Lisbon          | 2,788      | Columbiana County                  |
| Lithopolis      | 600        | Fairfield County                   |
| Lockbourne      | 280        | Franklin County                    |
| Lockington      | 208        | Shelby County                      |
| Lockland        | 3,707      | Hamilton County                    |
| Lodi            | 3,061      | Medina County                      |
| Lordstown       | 3,633      | Trumbull County                    |
| Lore City       | 305        | Guernsey County                    |
| Loudonville     | 2,906      | Ashland County and Holmes County   |
| Lowell          | 628        | Washington County                  |
| Lowellville     | 1,281      | Mahoning County                    |
| Lower Salem     | 109        | Washington County                  |
| Lucas           | 620        | Richland County                    |
| Luckey          | 998        | Wood County                        |
| Ludlow Falls    | 210        | Miami County                       |
| Lynchburg       | 1,350      | Highland County and Clinton County |
| Lyons           | 559        | Fulton County                      |

## M
|                  | Population | County                                             |
| Macksburg        | 202        | Washington County                                  |
| Madison          | 2,921      | Lake County                                        |
| Magnetic Springs | 323        | Union County                                       |
| Magnolia         | 931        | Stark County and Carroll County                    |
| Maineville       | 885        | Warren County                                      |
| Malinta          | 285        | Henry County                                       |
| Malta            | 696        | Morgan County                                      |
| Malvern          | 1,218      | Carroll County                                     |
| Manchester       | 2,043      | Adams County                                       |
| Mantua           | 1,046      | Portage County                                     |
| Marble Cliff     | 646        | Franklin County                                    |
| Marblehead       | 762        | Ottawa County                                      |
| Marengo          | 297        | Morrow County                                      |
| Mariemont        | 3,408      | Hamilton County                                    |
| Marseilles       | 124        | Wyandot County                                     |
| Marshallville    | 826        | Wayne County                                       |
| Martinsburg      | 185        | Knox County                                        |
| Martinsville     | 440        | Clinton County                                     |
| Matamoras        | 957        | Washington County                                  |
| Mayfield         | 3,435      | Cuyahoga County                                    |
| McArthur         | 1,888      | Vinton County                                      |
| McClure          | 761        | Henry County                                       |
| McComb           | 1,676      | Hancock County                                     |
| McConnelsville   | 1,676      | Morgan County                                      |
| McDonald         | 3,481      | Trumbull County                                    |
| McGuffey         | 522        | Hardin County                                      |
| Mechanicsburg    | 1,744      | Champaign County                                   |
| Melrose          | 322        | Paulding County                                    |
| Mendon           | 697        | Mercer County                                      |
| Metamora         | 563        | Fulton County                                      |
| Meyers Lake      | 565        | Stark County                                       |
| Middle Point     | 593        | Van Wert County                                    |
| Middlefield      | 2,233      | Geauga County                                      |
| Middleport       | 2,525      | Meigs County                                       |
| Midland          | 265        | Clinton County                                     |
| Midvale          | 547        | Tuscarawas County                                  |
| Midway           | 274        | Madison County                                     |
| Mifflin          | 144        | Ashland County                                     |
| Milan            | 1,445      | Erie County and Huron County                       |
| Milford Center   | 626        | Union County                                       |
| Millbury         | 1,161      | Wood County                                        |
| Milledgeville    | 122        | Fayette County                                     |
| Miller City      | 136        | Putnam County                                      |
| Millersburg      | 3,326      | Holmes County                                      |
| Millersport      | 963        | Fairfield County                                   |
| Millville        | 817        | Butler County                                      |
| Milton Center    | 195        | Wood County                                        |
| Miltonsburg      | 29         | Monroe County                                      |
| Mineral City     | 841        | Tuscarawas County                                  |
| Minerva          | 3,934      | Stark County, Carroll County and Columbiana County |
| Minerva Park     | 1,288      | Franklin County                                    |
| Mingo Junction   | 3,631      | Jefferson County                                   |
| Minster          | 2,794      | Auglaize County                                    |
| Mogadore         | 3,893      | Summit County and Portage County                   |
| Monroeville      | 1,433      | Huron County                                       |
| Montezuma        | 191        | Mercer County                                      |
| Montpelier       | 4,320      | Williams County                                    |
| Moreland Hills   | 3,298      | Cuyahoga County                                    |
| Morral           | 388        | Marion County                                      |
| Morristown       | 299        | Belmont County                                     |
| Morrow           | 1,286      | Warren County                                      |
| Moscow           | 244        | Clermont County                                    |
| Mount Blanchard  | 484        | Hancock County                                     |
| Mount Cory       | 203        | Hancock County                                     |
| Mount Eaton      | 246        | Wayne County                                       |
| Mount Gilead     | 3,290      | Morrow County                                      |
| Mount Orab       | 2,307      | Brown County                                       |
| Mount Pleasant   | 535        | Jefferson County                                   |
| Mount Sterling   | 1,865      | Madison County                                     |
| Mount Victory    | 600        | Hardin County                                      |
| Mowrystown       | 373        | Highland County                                    |
| Murray City      | 452        | Hocking County                                     |
| Mutual           | 132        | Champaign County                                   |

## N
|                  | Population | County                             |
| Nashville        | 172        | Holmes County                      |
| Navarre          | 1,440      | Stark County                       |
| Nellie           | 134        | Coshocton County                   |
| Nevada           | 814        | Wyandot County                     |
| Neville          | 127        | Clermont County                    |
| New Albany       | 3,711      | Franklin County and Licking County |
| New Alexandria   | 222        | Jefferson County                   |
| New Athens       | 342        | Harrison County                    |
| New Bavaria      | 78         | Henry County                       |
| New Bloomington  | 548        | Marion County                      |
| New Boston       | 2,340      | Scioto County                      |
| New Bremen       | 2,909      | Auglaize County                    |
| New Concord      | 2,651      | Muskingum County                   |
| New Holland      | 785        | Pickaway County and Fayette County |
| New Knoxville    | 891        | Auglaize County                    |
| New Lebanon      | 4,231      | Montgomery County                  |
| New London       | 2,696      | Huron County                       |
| New Madison      | 817        | Darke County                       |
| New Miami        | 2,469      | Butler County                      |
| New Middletown   | 1,682      | Mahoning County                    |
| New Paris        | 1,623      | Preble County                      |
| New Richmond     | 2,219      | Clermont County                    |
| New Riegel       | 226        | Seneca County                      |
| New Straitsville | 774        | Perry County                       |
| New Vienna       | 1,294      | Clinton County                     |
| New Washington   | 987        | Crawford County                    |
| New Waterford    | 1,391      | Columbiana County                  |
| New Weston       | 135        | Darke County                       |
| Newburgh Heights | 2,389      | Cuyahoga County                    |
| Newcomerstown    | 4,008      | Tuscarawas County                  |
| Newtonsville     | 492        | Clermont County                    |
| Newtown          | 2,420      | Hamilton County                    |
| Ney              | 364        | Defiance County                    |
| North Baltimore  | 3,361      | Wood County                        |
| North Bend       | 603        | Hamilton County                    |
| North Fairfield  | 573        | Huron County                       |
| North Hampton    | 370        | Clark County                       |
| North Kingsville | 2,658      | Ashtabula County                   |
| North Lewisburg  | 1,588      | Champaign County                   |
| North Perry      | 838        | Lake County                        |
| North Randall    | 906        | Cuyahoga County                    |
| North Robinson   | 211        | Crawford County                    |
| North Star       | 209        | Darke County                       |
| Northfield       | 3,827      | Summit County                      |
| Norwich          | 113        | Muskingum County                   |

## O
|                | Population | County           |
| Oak Harbor     | 2,841      | Ottawa County    |
| Oak Hill       | 1,685      | Jackson County   |
| Oakwood        | 3,667      | Cuyahoga County  |
| Oakwood        | 607        | Paulding County  |
| Obetz          | 3,977      | Franklin County  |
| Octa           | 83         | Fayette County   |
| Ohio City      | 784        | Van Wert County  |
| Old Washington | 265        | Guernsey County  |
| Orange         | 3,236      | Cuyahoga County  |
| Orangeville    | 189        | Trumbull County  |
| Orient         | 269        | Pickaway County  |
| Orwell         | 1,519      | Ashtabula County |
| Osgood         | 255        | Darke County     |
| Ostrander      | 405        | Delaware County  |
| Ottawa         | 4,367      | Putnam County    |
| Ottawa Hills   | 4,564      | Lucas County     |
| Ottoville      | 873        | Putnam County    |
| Otway          | 86         | Scioto County    |
| Owensville     | 816        | Clermont County  |

## P
|                 | Population | County                           |
| Palestine       | 170        | Darke County                     |
| Pandora         | 1,188      | Putnam County                    |
| Parral          | 241        | Tuscarawas County                |
| Patterson       | 138        | Hardin County                    |
| Paulding        | 3,595      | Paulding County                  |
| Payne           | 1,166      | Paulding County                  |
| Peebles         | 1,739      | Adams County                     |
| Pemberville     | 1,365      | Wood County                      |
| Peninsula       | 602        | Summit County                    |
| Perry           | 1,195      | Lake County                      |
| Perrysville     | 816        | Ashland County                   |
| Phillipsburg    | 628        | Montgomery County                |
| Philo           | 769        | Muskingum County                 |
| Piketon         | 1,907      | Pike County                      |
| Pioneer         | 1,460      | Williams County                  |
| Pitsburg        | 392        | Darke County                     |
| Plain City      | 2,832      | Madison County and Union County  |
| Plainfield      | 158        | Coshocton County                 |
| Pleasant City   | 439        | Guernsey County                  |
| Pleasant Hill   | 1,134      | Miami County                     |
| Pleasant Plain  | 156        | Warren County                    |
| Pleasantville   | 877        | Fairfield County                 |
| Plymouth        | 1,852      | Richland County and Huron County |
| Poland          | 2,866      | Mahoning County                  |
| Polk            | 357        | Ashland County                   |
| Pomeroy         | 1,966      | Meigs County                     |
| Port Jefferson  | 321        | Shelby County                    |
| Port Washington | 552        | Tuscarawas County                |
| Port William    | 258        | Clinton County                   |
| Portage         | 428        | Wood County                      |
| Potsdam         | 203        | Miami County                     |
| Powhatan Point  | 1,744      | Belmont County                   |
| Proctorville    | 620        | Lawrence County                  |
| Prospect        | 1,191      | Marion County                    |
| Put-in-Bay      | 128        | Ottawa County                    |

## Q
|             | Population | County          |
| Quaker City | 563        | Guernsey County |
| Quincy      | 734        | Logan County    |

## R
|                | Population | County                            |
| Racine         | 746        | Meigs County                      |
| Rarden         | 176        | Scioto County                     |
| Rawson         | 465        | Hancock County                    |
| Rayland        | 434        | Jefferson County                  |
| Reminderville  | 2,347      | Summit County                     |
| Rendville      | 46         | Perry County                      |
| Republic       | 614        | Seneca County                     |
| Richfield      | 3,286      | Summit County                     |
| Richmond       | 471        | Jefferson County                  |
| Richwood       | 2,156      | Union County                      |
| Ridgeway       | 354        | Hardin County and Logan County    |
| Rio Grande     | 915        | Gallia County                     |
| Ripley         | 1,745      | Brown County                      |
| Risingsun      | 620        | Wood County                       |
| Riverlea       | 499        | Franklin County                   |
| Roaming Shores | 1,239      | Ashtabula County                  |
| Rochester      | 190        | Lorain County                     |
| Rock Creek     | 584        | Ashtabula County                  |
| Rockford       | 1,126      | Mercer County                     |
| Rocky Ridge    | 389        | Ottawa County                     |
| Rogers         | 266        | Columbiana County                 |
| Rome           | 117        | Adams County                      |
| Roseville      | 1,936      | Perry County and Muskingum County |
| Rossburg       | 224        | Darke County                      |
| Roswell        | 276        | Tuscarawas County                 |
| Rushsylvania   | 543        | Logan County                      |
| Rushville      | 268        | Fairfield County                  |
| Russells Point | 1,619      | Logan County                      |
| Russellville   | 453        | Brown County                      |
| Russia         | 551        | Shelby County                     |
| Rutland        | 401        | Meigs County                      |

## S
|                   | Population | County                              |
| Sabina            | 2,780      | Clinton County                      |
| St. Henry         | 2,271      | Mercer County                       |
| St. Louisville    | 346        | Licking County                      |
| St. Martin        | 91         | Brown County                        |
| St. Paris         | 1,998      | Champaign County                    |
| Salesville        | 154        | Guernsey County                     |
| Salineville       | 1,397      | Columbiana County                   |
| Sarahsville       | 198        | Noble County                        |
| Sardinia          | 862        | Brown County                        |
| Savannah          | 372        | Ashland County                      |
| Scio              | 799        | Harrison County                     |
| Scott             | 332        | Van Wert County and Paulding County |
| Seaman            | 1,039      | Adams County                        |
| Sebring           | 4,912      | Mahoning County                     |
| Senecaville       | 453        | Guernsey County                     |
| Seven Mile        | 678        | Butler County                       |
| Seville           | 2,160      | Medina County                       |
| Shadyside         | 3,675      | Belmont County                      |
| Shawnee           | 608        | Perry County                        |
| Shawnee Hills     | 419        | Delaware County                     |
| Sheffield         | 2,949      | Lorain County                       |
| Sherrodsville     | 316        | Carroll County                      |
| Sherwood          | 801        | Defiance County                     |
| Shiloh            | 721        | Richland County                     |
| Shreve            | 1,582      | Wayne County                        |
| Silver Lake       | 3,019      | Summit County                       |
| Sinking Spring    | 158        | Highland County                     |
| Smithfield        | 867        | Jefferson County                    |
| Smithville        | 1,333      | Wayne County                        |
| Somerset          | 1,549      | Perry County                        |
| Somerville        | 294        | Butler County                       |
| South Amherst     | 1,863      | Lorain County                       |
| South Bloomfield  | 1,179      | Pickaway County                     |
| South Charleston  | 1,850      | Clark County                        |
| South Lebanon     | 2,538      | Warren County                       |
| South Point       | 3,742      | Lawrence County                     |
| South Russell     | 4,022      | Geauga County                       |
| South Salem       | 213        | Ross County                         |
| South Solon       | 405        | Madison County                      |
| South Vienna      | 469        | Clark County                        |
| South Webster     | 764        | Scioto County                       |
| South Zanesville  | 1,936      | Muskingum County                    |
| Sparta            | 191        | Morrow County                       |
| Spencer           | 747        | Medina County                       |
| Spencerville      | 2,235      | Allen County                        |
| Spring Valley     | 510        | Greene County                       |
| Stafford          | 86         | Monroe County                       |
| Stockport         | 540        | Morgan County                       |
| Stone Creek       | 184        | Tuscarawas County                   |
| Stoutsville       | 581        | Fairfield County                    |
| Strasburg         | 2,310      | Tuscarawas County                   |
| Stratton          | 297        | Jefferson County                    |
| Stryker           | 1,406      | Williams County                     |
| Sugar Bush Knolls | 227        | Portage County                      |
| Sugar Grove       | 448        | Fairfield County                    |
| Sugarcreek        | 2,174      | Tuscarawas County                   |
| Summerfield       | 296        | Noble County                        |
| Summitville       | 108        | Columbiana County                   |
| Sunbury           | 2,630      | Delaware County                     |
| Swanton           | 3,307      | Fulton County and Lucas County      |
| Sycamore          | 914        | Wyandot County                      |
| Syracuse          | 879        | Meigs County                        |

## T
|              | Population | County            |
| Tarlton      | 298        | Pickaway County   |
| Terrace Park | 2,273      | Hamilton County   |
| Thornville   | 731        | Perry County      |
| Thurston     | 555        | Fairfield County  |
| Tiltonsville | 1,329      | Jefferson County  |
| Timberlake   | 775        | Lake County       |
| Tiro         | 281        | Crawford County   |
| Tontogany    | 364        | Wood County       |
| Tremont City | 349        | Clark County      |
| Trimble      | 466        | Athens County     |
| Tuscarawas   | 934        | Tuscarawas County |

## U
|                   | Population | County                         |
| Union City        | 1,767      | Darke County                   |
| Unionville Center | 299        | Union County                   |
| Uniopolis         | 256        | Auglaize County                |
| Urbancrest        | 868        | Franklin County                |
| Utica             | 2,130      | Licking County and Knox County |

## V
|             | Population | County                              |
| Valley Hi   | 244        | Logan County                        |
| Valley View | 2,179      | Cuyahoga County                     |
| Valleyview  | 601        | Franklin County                     |
| Van Buren   | 313        | Hancock County                      |
| Vanlue      | 371        | Hancock County                      |
| Venedocia   | 160        | Van Wert County                     |
| Verona      | 430        | Preble County and Montgomery County |
| Versailles  | 2,589      | Darke County                        |
| Vinton      | 324        | Gallia County                       |

## W
|                  | Population | County                                |
| Waite Hill       | 446        | Lake County                           |
| Wakeman          | 951        | Huron County                          |
| Walbridge        | 2,546      | Wood County                           |
| Waldo            | 332        | Marion County                         |
| Walton Hills     | 2,400      | Cuyahoga County                       |
| Warsaw           | 781        | Coshocton County                      |
| Washingtonville  | 789        | Columbiana County and Mahoning County |
| Waterville       | 4,828      | Lucas County                          |
| Wayne            | 842        | Wood County                           |
| Wayne Lakes      | 684        | Darke County                          |
| Waynesburg       | 1,003      | Stark County                          |
| Waynesfield      | 803        | Auglaize County                       |
| Waynesville      | 2,558      | Warren County                         |
| Wellington       | 4,511      | Lorain County                         |
| Wellsville       | 4,133      | Columbiana County                     |
| West Alexandria  | 1,395      | Preble County                         |
| West Elkton      | 194        | Preble County                         |
| West Farmington  | 519        | Trumbull County                       |
| West Jefferson   | 4,331      | Madison County                        |
| West Lafayette   | 2,313      | Coshocton County                      |
| West Leipsic     | 271        | Putnam County                         |
| West Liberty     | 1,813      | Logan County                          |
| West Manchester  | 433        | Preble County                         |
| West Mansfield   | 700        | Logan County                          |
| West Millgrove   | 78         | Wood County                           |
| West Milton      | 4,645      | Miami County                          |
| West Rushville   | 132        | Fairfield County                      |
| West Salem       | 1,501      | Wayne County                          |
| West Union       | 2,903      | Adams County                          |
| West Unity       | 1,790      | Williams County                       |
| Westfield Center | 1,054      | Medina County                         |
| Weston           | 1,659      | Wood County                           |
| Wharton          | 409        | Wyandot County                        |
| Whitehouse       | 2,733      | Lucas County                          |
| Wilkesville      | 151        | Vinton County                         |
| Williamsburg     | 2,358      | Clermont County                       |
| Williamsport     | 1,002      | Pickaway County                       |
| Willshire        | 463        | Van Wert County                       |
| Wilmot           | 335        | Stark County                          |
| Wilson           | 118        | Monroe County and Belmont County      |
| Winchester       | 1,025      | Adams County                          |
| Windham          | 2,806      | Portage County                        |
| Wintersville     | 4,067      | Jefferson County                      |
| Woodlawn         | 2,816      | Hamilton County                       |
| Woodmere         | 828        | Cuyahoga County                       |
| Woodsfield       | 2,598      | Monroe County                         |
| Woodstock        | 317        | Champaign County                      |
| Woodville        | 1,977      | Sandusky County                       |
| Wren             | 199        | Van Wert County                       |

## Y
|                | Population | County                              |
| Yankee Lake    | 99         | Trumbull County                     |
| Yellow Springs | 3,761      | Greene County                       |
| Yorkshire      | 110        | Darke County                        |
| Yorkville      | 1,230      | Jefferson County and Belmont County |

## Z
|            | Population | County            |
| Zaleski    | 375        | Vinton County     |
| Zanesfield | 220        | Logan County      |
| Zoar       | 193        | Tuscarawas County |